# Gekko taylori
Espèce
Gekko taylori est une espèce de geckos de la famille des Gekkonidae.

## Répartition
Cette espèce est endémique du Centre de la Thaïlande.

## Étymologie
Cette espèce est nommée en l'honneur d'Edward Harrison Taylor.

## Publication originale
- Ota & Nabhitabhata, 1991 : A new species of Gekko (Gekkonidae: Squamata) from Thailand. Copeia, vol. 1991, n. 2, p. 503-509.